# Ємельянов Володимир Миколайович
Володимир Миколайович Ємелья́нов (нар. 20 червня 1911, Перм, Російська імперія — пом. 2 липня 1975, Донецьк, УРСР, СРСР) — радянський російський актор театру і кіно. Народний артист РРФСР (1972)

## Біографічні відомості
Працював у Пермському Театрі (1920—1952) та Державному академічному театрі ім. Є. Вахтангова (1953—1956).
Помер 2 липня 1975 року на зйомках фільму в Донецьку, похований в Москві.

## Фільмографія
Багато знімався у кіно (вибірково):
- «Школа мужності»,
- «Це починалось так…»
- «Вихори ворожі» (1953),
- «Небезпечні стежки» (1954),
- «Перші радощі» (1956),
- «Безсмертний гарнізон» (1956),
- «Це починалось так…» (1956),
- «Мета його життя» (1957),
- «Тугий вузол» (1957),
- «Незвичайне літо» (1957),
- «Справа «строкатих»» (1958),
- «Капітан першого рангу» (1958),
- «Планета штормів» (1961),
- «Коли козаки плачуть» (1963),
- «До мене, Мухтаре!» (1964),
- «Пам'ятай, Каспаре!» (1964),
- «Нескорений батальйон» (1965),
- «Третя молодість» (1965),
- «Дикий мед» (1966),
- «Маленький утікач» (1966),
- «Пароль не потрібен» (1967),
- «Вершники революції» (1969),
- «Єгор Буличов та інші» (1971) тощо…

Грав в українських фільмах:
- «Матрос Чижик» (1955),
- «Педагогічна поема» (1955, Макаренко),
- «300 років тому…» (1956, гетьманський посол Мужиловський),
- «Прапори на баштах» (1958, Антон Семенович Макаренко),
- «Киянка» (1958, Буш/Троянський),
- «Далеко від Батьківщини» (1960, працівник на бензоколонці),
- «Космічний сплав» (1964),
- «Їх знали тільки в обличчя» (1967),
- «Ця тверда земля» (1967),
- «Серце Бонівура» (1969),
- «Повість про чекіста» (1969),
- «Невідомий, якого знали всі» (1972) та ін.